# Jabcio-jazz
Jabcio-jazz (ukr. Ябцьо-джаз), lub jazzowa kapela Łeonida Jabłonskiego – ukraiński zespół jazzowy, popularny we Lwowie oraz Galicji w latach 30. XX wieku. 
Założycielem zespołu był Łeonid Jabłonski o przydomku Jabcio.
Solistą zespołu był Bohdan Wesołowski – jazzman, kompozytor. Solistką zespołu była Iryna Jarosewycz, która przybrała sobie pseudo Renata Bogdańska (później została drugą żoną genereła Władysława Andersa).